# Zábřeh na Moravě (zámek)
Zámek Zábřeh na Moravě je renesanční zámek ve staré části města Zábřeh. Na jeho místě stával dříve hrad postavený k ochraně zemské obchodním stezky vedoucí z Moravy do Čech údolím řeky Moravské Sázavy k Tatenici.
Zámek je od roku 1964 kulturní památkou.

## Historie
Původní zábřežská tvrz byla asi v 2. polovině 13. století za držení Šternberků a pánů z Kravař podstatně rozšířena a opevněna tak, že koncem 14. století se již zmiňuje zábřežský hrad. Stál na příkrém svahu spadajícím do dnešní Havlíčkovy ulice a byl chráněn vysokou kamennou zdí, jejíž zbytky jsou dodnes zachovány. Z městské strany byl oddělen hlubokým příkopem a vcházelo se do něj branou s předsazeným vytahovacím mostem nacházejícím se u severovýchodní části dnešního zámku. Z hradu vedly podzemní chodby – podle pověstí údajně až na sousední hrady Brníčko a Hoštejn. Zřejmě to však byly pouze únikové východy, kterými se v čase nebezpečí bylo možno dostat za hradby města. Svědčí o tom hluboká sklepení (zčásti zachovalá) a část chodby, jež směřovala přes dnešní Masarykovo náměstí k domu „Pod podloubím“. Ta se v místě dnešního parčíku v roce 1928 propadla a byla následně zasypána.
Na sklonku 14. století přešlo již zformované zábřežské panství na pány z Kravař. Jiří z Kravař prodal kolem roku 1442 panství Janu staršímu Tunklovi z Drahanovic. Za držení Tunklů nastal rozmach zábřežského panství. Rozrostlo se o panství brníčské a hoštejnské a zábřežský hrad se stal rodovým sídlem (Brníčko bylo poničeno za česko-uherských a Hoštejn za husitských válek). Proto bylo zábřežské sídlo honosně vyzdobeno a v pozdně gotickém slohu upraveno. Několikerou přestavbou objekt úplně ztratil charakter opevněného hradu a úpravy mu vtiskly rysy zámecké architektury.
Z tehdejší doby se dochovala vzácná památka umístěná v průjezdu zámku (původně umístěná nad hradní branou). Jedná se o štít vytesaný z maletínského pískovce s bohatými ornamenty, s erbem Tunklů (se dvěma rybami a nápisem „Georgius Tunkl senior de Brniczko et in Zabrzeh“) a letopočtem 1478. Nedostupnost informací o následných úpravách neumožňuje podrobněji popsat další vývoj a charakter stavebních etap objektu, vyjma pozdně renesanční přístavbu hranaté úzké věže. Za zmínku stojí pouze objekt kostelíka, který byl do 16. století součástí zámku a jenž byl za jednoho z Boskoviců (zřejmě Jana z Boskovic) zrušen a přestavěn na komnaty. Zábřežská farní kronika uvádí, že v tomto kostelíku byl pohřben ve 2. polovině 15. století probošt olomoucké kapituly a světící biskup olomoucký Benedikt z Valdštejna. Jeho náhrobní kámen byl po zrušení kaple zasazen v zámecké zdi. Tato památka se však nedochovala.
Prodejem zábřežského panství Jindřichem Tunklem (roku 1510) přešel majetek do rukou Mikuláše Trčky z Lípy a na Lichtenburce a tím skončilo nejen období budování a rozšiřování panství, ale i nejslavnější období zábřežského panského sídla, neboť se majetky dostaly do rukou mocných šlechtických rodů, pro něž bylo zdejší sídlo jen místem dočasným.
Po dvou letech Mikuláš Trčka z Lípy (sídlící na Opočně) vyměnil zábřežské panství s Ladislavem z Boskovic. Ten si jako sídlo vybral Moravskou Třebovou a na zábřežském zámku od té doby sídlili jen hejtmané a hospodářští správci panství. Výjimkou byl pouze Jan z Boskovic (pravnuk Ladislava), který v roce 1569 převzal správu obrovského majetku Boskoviců. Ten si zábřežské sídlo oblíbil a často zde s manželkou pobýval. Pro ni dal přebudovat zámek v renesanční sídlo – objekt byl zvýšen o jedno patro se čtyřmi sály a na straně do náměstí vybudoval renesanční zahradu. Pod zámkem vznikl nový pivovar a rozsáhlý panský dvůr. Po smrti svého manžela zde také sídlila (až do své smrti roku 1590) sestra Jana z Boskovic Kunhuta, provdaná Žerotínová. Její syn, Ladislav Velen ze Žerotína, se po smrti Jana z Boskovic stal dědicem veškerého majetku Boskoviců. Za své sídlo si však vybral Moravskou Třebovou a v Zábřehu prodléval sporadicky. Město za dobu Boskoviců a Žerotínů prožívalo léta blahobytu a rychle se rozrůstalo.
Častým obyvatelem zámku byl v období 20. let 17. století i jediný Velenův syn Karel. Po Bílé hoře byl Ladislav Velen, coby vojenský vůdce vzbouřených stavů, nucen uprchnout do ciziny, v nepřítomnosti byl odsouzen k trestu smrti a jeho majetek zkonfiskován. Od císaře Ferdinanda II. dostal zábřežské panství kníže Karel z Lichtenštejna. V rámci lichtenštejnských panství poklesl zábřežský zámek definitivně na pouhé sídlo hospodářské správy. Období třicetileté války znamenalo pro zábřežské panství období úpadku. V roce 1621 zde byli ubytováni důstojníci valdštejnského regimentu a v roce 1642 zde značné šrámy způsobili Švédové.
V roce 1661 byl zámek částečně zbarokizován, na kteréžto úpravy se památkou dochoval pískovcový erb Lichtenštejnů (se jménem tehdejšího majitele Karla Eusebia z Lichtenštejna). V letech 1727–1736 došlo k další větší přestavbě, kdy s ohledem na hospodářské potřeby bylo v barokním slohu přistavěno severní zámecké křídlo. Za období slezských a napoleonských válek procházely Zábřehem nejrůznější vojska (pruská, rakouská i francouzská – po bitvě u Slavkova v roce 1805), což bylo spojeno s častým pleněním zámku i města.
Zámek i město neušetřily ani živelní pohromy – největší byl požár v roce 1793, jenž zničil téměř celé město i část zámku s věží; ta byla později obnovena (nynější podoba je z roku 1869). Kníže Alois z Lichtenštejna zámek v roce 1849 prodal městu a to jej pronajalo okresnímu hejtmanství a okresnímu soudu. Pro účely úřadů slouží dodnes.

## Galerie

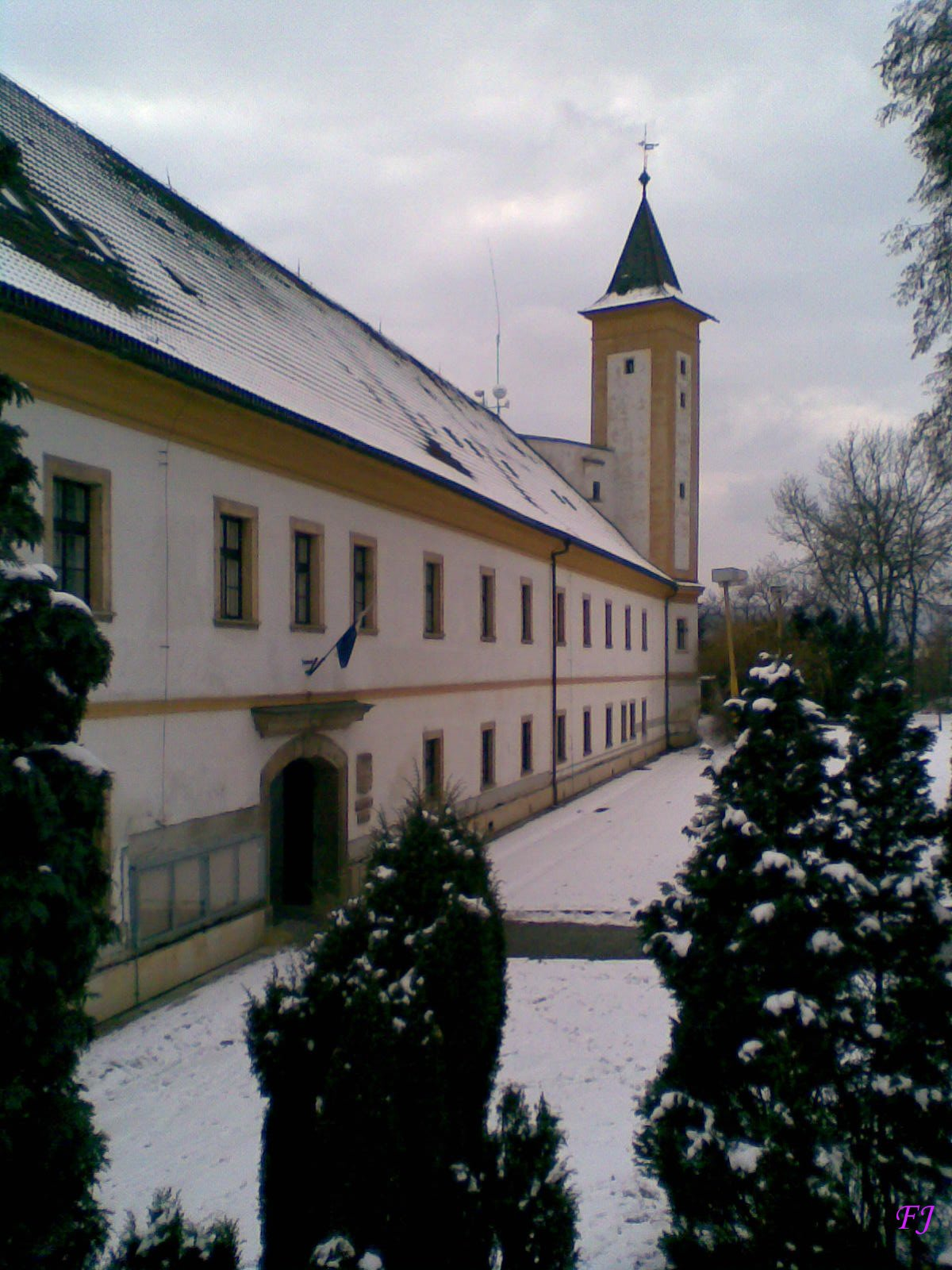
Pohled od východu
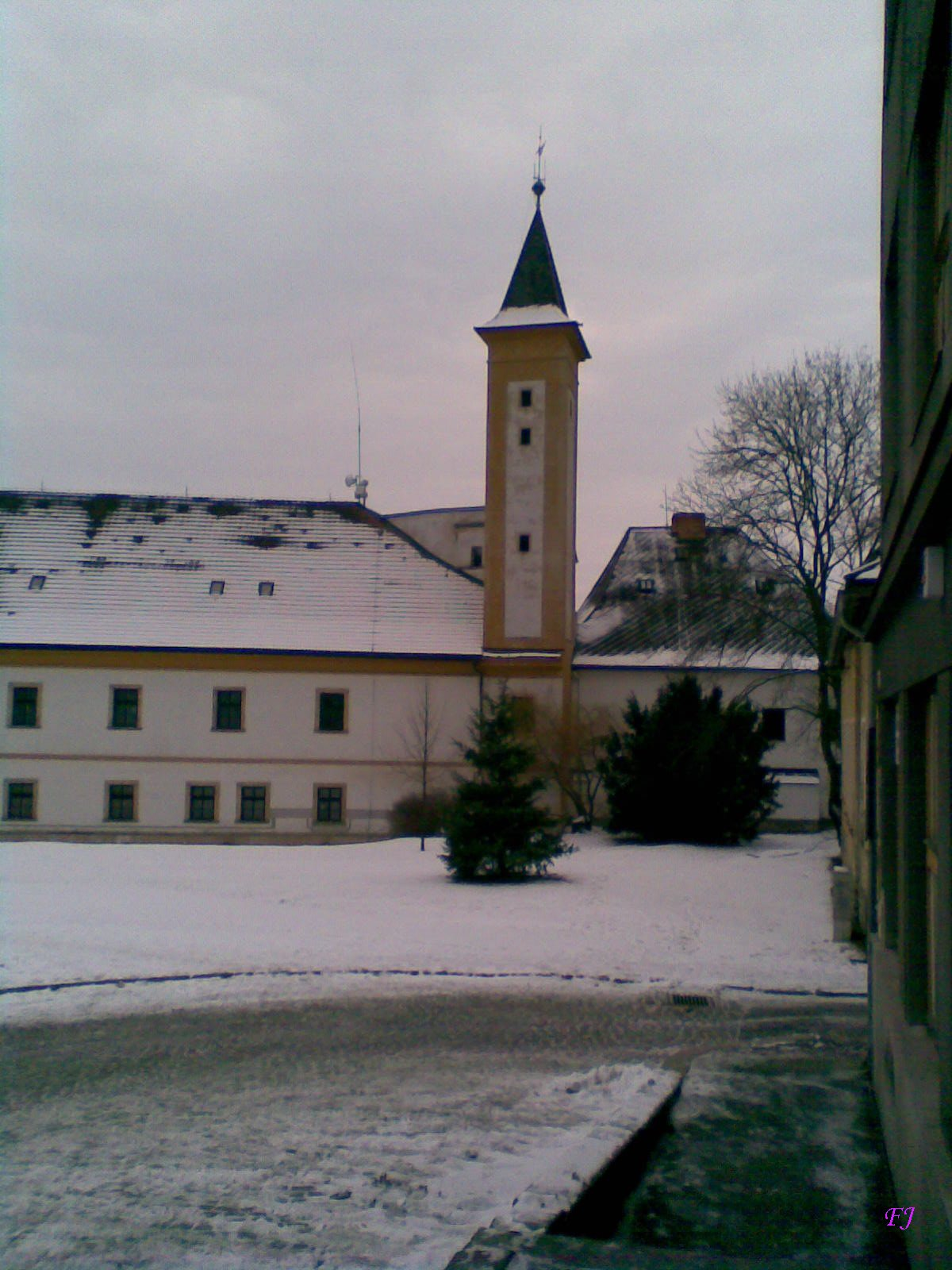
Pohled od severu
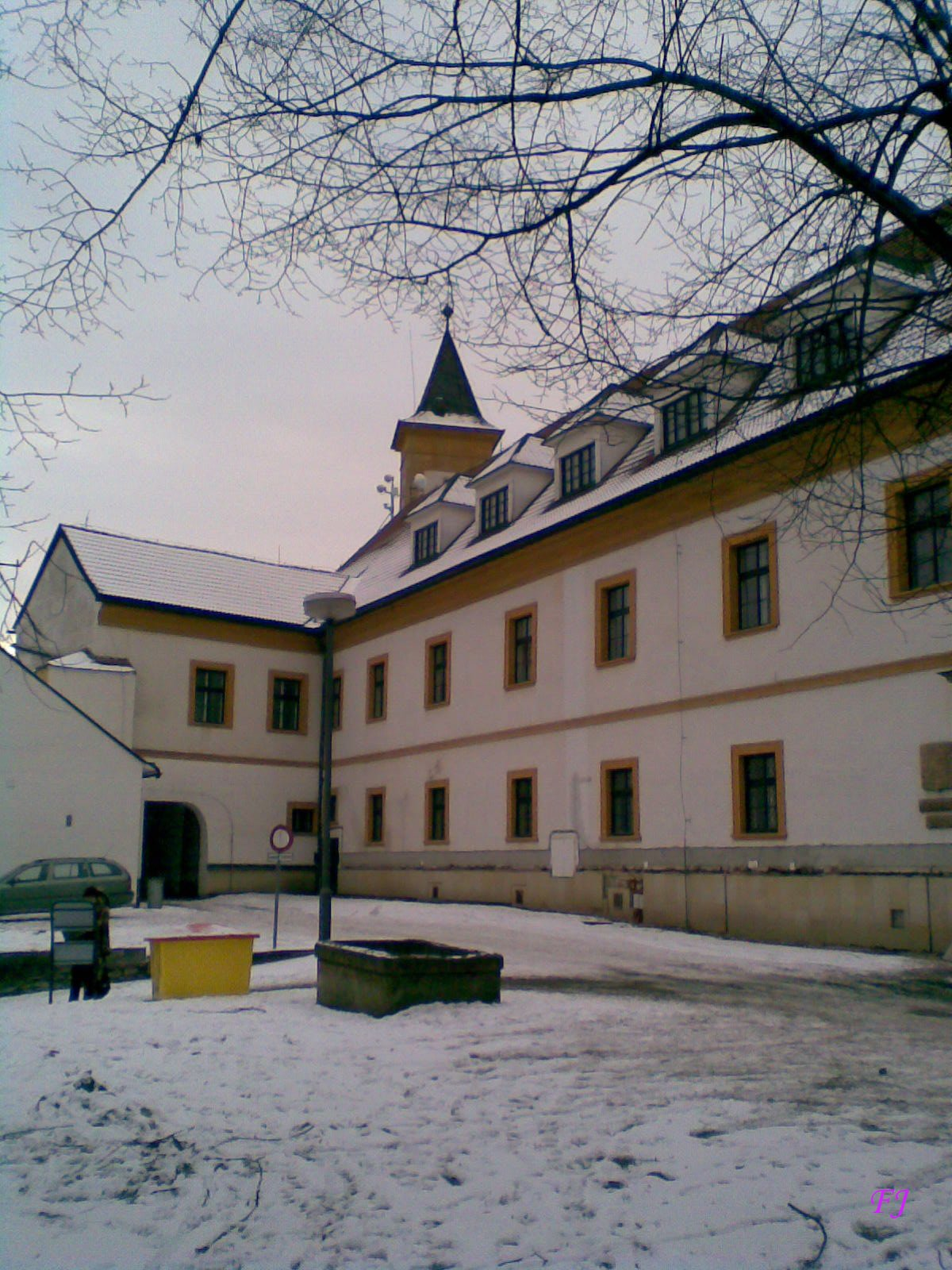
Jihovýchodní průčelí
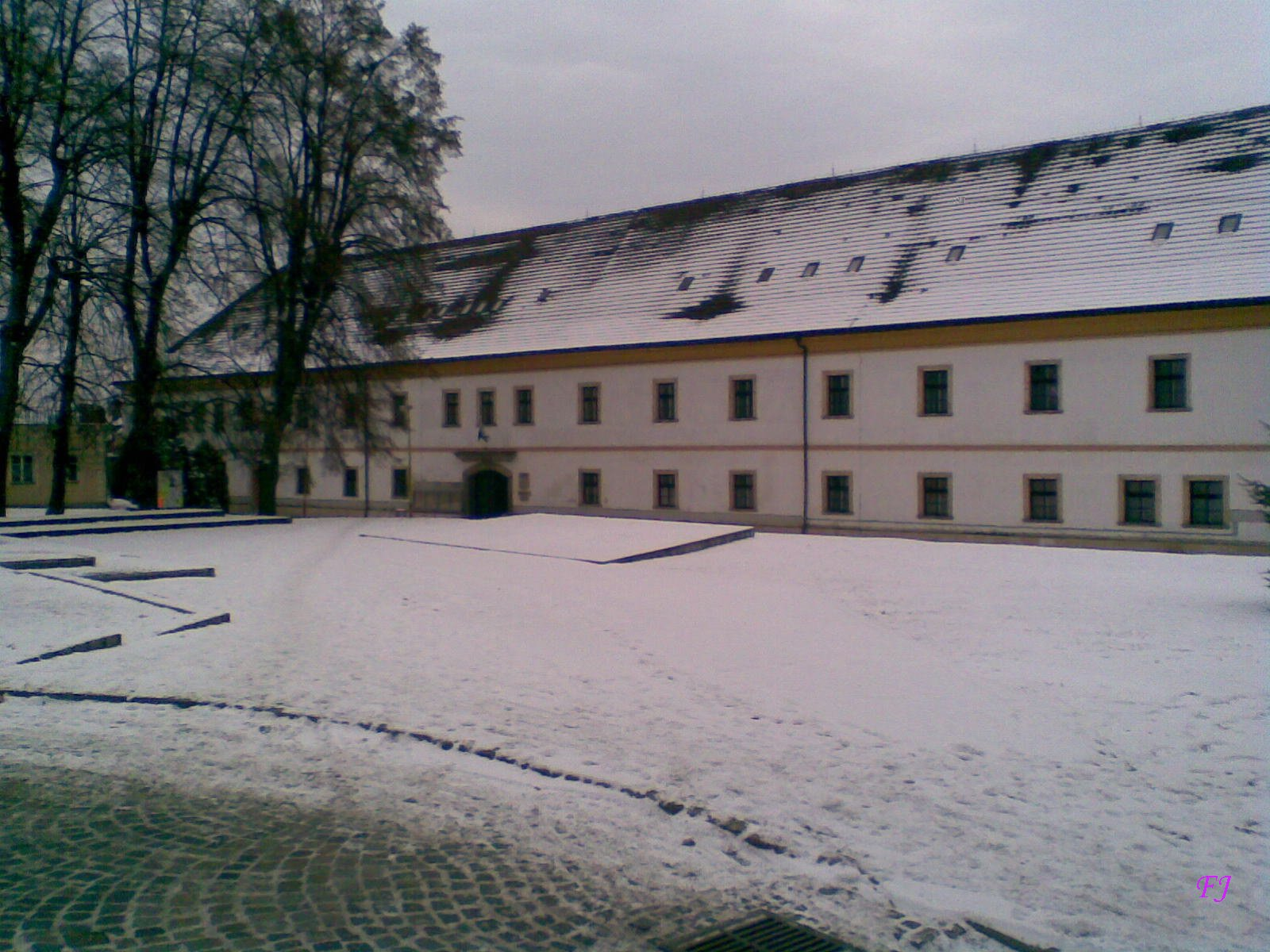
Severozápadní průčelí se vstupem
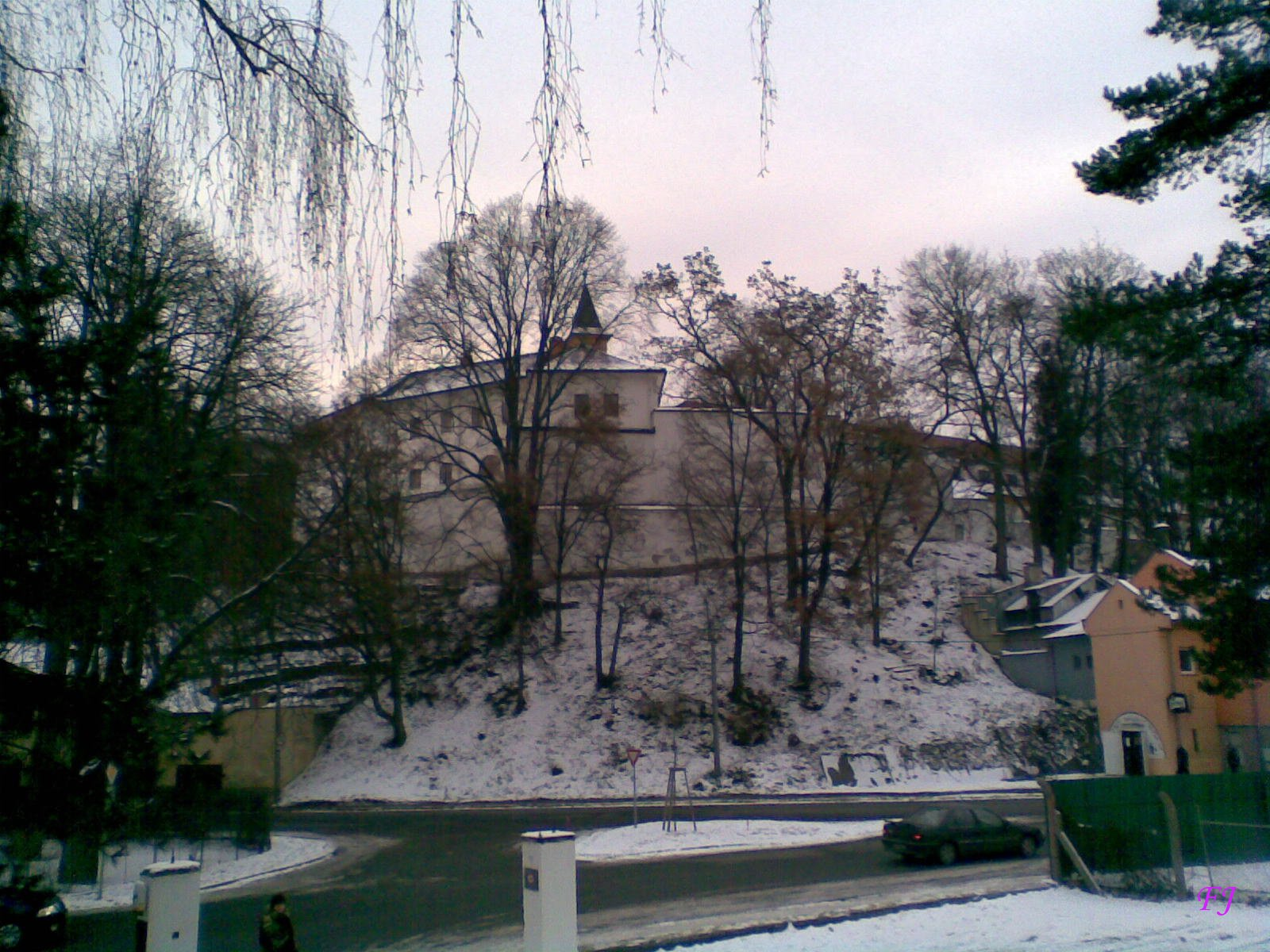
Pohled z jihu
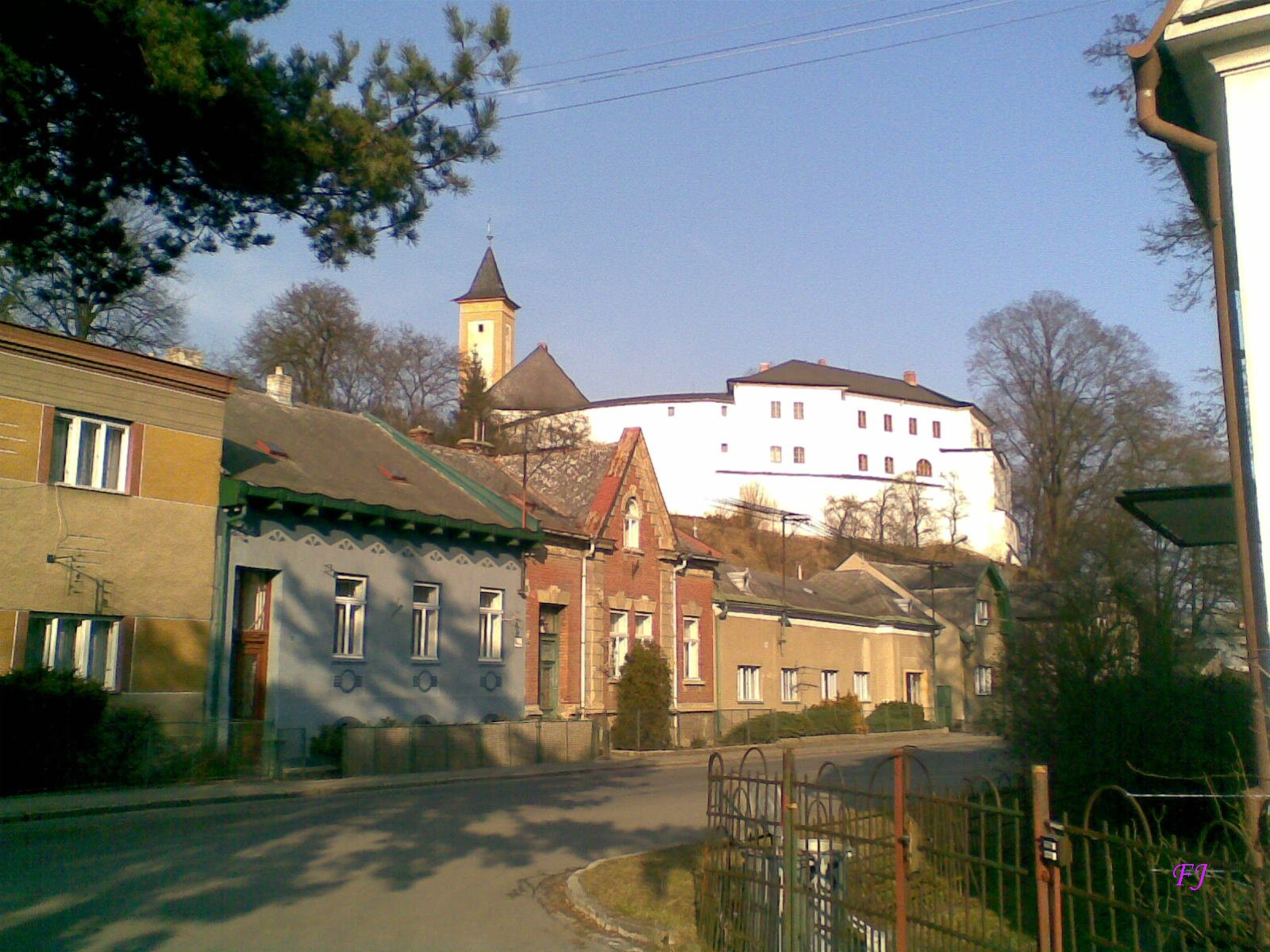
Pohled od západu

## Současnost
V současnosti je zámek sídlem Městského úřadu.